# Міхал Шима
Міхал Шима (28 квітня 1992 , Брезно, Банська Бистриця ) — словацький біатлоніст. Учасник зимових Олімпійських ігор 2018.

## Результати за кар'єру
Усі результати наведено за даними Міжнародного союзу біатлоністів.

### Олімпійські ігри
| Змагання                        | Інд. перегони | Спринт | Перегони пер. | Мас-старт' | Естафета | Змішана ес. |
| Олімпійські ігри 2018 Пхьончхан | 85            | -      | -             | -          | -        | -           |

### Чемпіонати світу
| Змагання                  | Інд. перегони | Спринт | Перегони пер. | Мас-старт | Естафета | Змішана ес. |
| 2015 Контіолахті          | 99            | —      | —             | —         | —        | —           |
| 2016 Гольменколлен        | —             | —      | —             | —         | 12       | —           |
| 2017 Гохфільцен           | 91            | 62     | —             | —         | 12       | —           |
| 2019 Естерсунд            | 86            | —      | —             | —         | 18       | —           |
| 2020 Антгольц-Антерсельва | 78            | -      | -             | -         | 17       | 19          |
| 2021 Поклюка              | 64            | 37     | 54            | -         | 17       | 18          |

### Кубки світу
- Найвище місце в окремих перегонах: 25-те.

#### Підсумкові місця в Кубку світу за роками
| Сезон     | Заг. залік | Спринт | Перегони пер. | Інд. перегони | Мас-старт |
| 2020-2021 | 66         | 65     |               |               | 47        |